# Ginestar (kommunhuvudort)
Ginestar är en kommunhuvudort i Spanien.   Den ligger i provinsen Província de Tarragona och regionen Katalonien, i den östra delen av landet, 400 km öster om huvudstaden Madrid. Ginestar ligger 31 meter över havet och antalet invånare är 963.
Terrängen runt Ginestar är huvudsakligen kuperad, men den allra närmaste omgivningen är platt. Ginestar ligger nere i en dal. Runt Ginestar är det glesbefolkat, med 19 invånare per kvadratkilometer. Närmaste större samhälle är Gandesa, 16,3 km väster om Ginestar. 